# Modest Petrovici Musorgski
Modest Petrovici Musorgski (în rusă Модест Петрович Мýсоргский) (n. 21 martie 1839, Karevo, regiunea Pskov - d. 28 martie 1881, Sankt Petersburg) a fost un compozitor rus care a devenit cunoscut prin operele sale muzicale pentru pian, fiind considerat unul dintre marii compozitori ruși din secolul al XIX-lea.

## Biografie
Modest Mussorgski provine dintr-o familie înstărită din Karevo, regiunea Pskov (Pleskau). El învață pianul datorită mamei sale și a unei educatoare germane. A progresat foarte rapid, astfel încât deja la vârsta de șapte ani putea cânta la pian unele compoziții muzicale ale lui Franz Liszt, iar la nouă ani prezenta concerte la pian ale lui John Field. Din august 1849 ia lecții de pian de la Anton Herke, iar în 1852 devine cadet la școala militară din St. Petersburg, unde se va preocupa în mod deosebit de istorie, muzică religioasă și filozofie, devenind membru în corul condus de Pater Krupski. În acest timp apar primele compoziții muzicale ale sale, ca „Porte-enseigne Polka”. Intră în anul 1856 în regimentul de gardă  Preobrașenski, unde primește informații despre muzica compusă de Ludwig van Beethoven, Franz Schubert și Robert Schumann. După o criză, părăsește regimentul în iulie 1858 și începe să lucreze la unele compoziții muzicale împreună cu Mili Balakirev. În urma unei vizite la Moscova în anul 1861, va fi impresionat de revolta iobagilor contra regimului țarist, revoltă care va cauza probleme financiare familiei sale, fiind nevoit să se reîntoarcă acasă. Scrie câteva articole în ziarul cotidian „Comuna”  Aici se va alătura unui grup de compozitori, care în cursul timpului va fi cunoscut sub numele de „Grupul Celor Cinci” cu care va un schimb de păreri despre artă, filozofie și politică, printre ei aflându-se Mili Balakirev, Cezar Antonovici Cui, Alexandr Porfirievici Borodin și Nikolai Rimski-Korsakov. Aceștia încearcă să reformeze ideile învechite și profesionalismul academic rusesc. În această perioadă va compune opera Boris Godunov.

## Activitate
Modest Musorgski aparținea Grupului Celor Cinci (alături de Mili Balakirev, Cezar Antonovici Cui, Nikolai Rimski-Korsakov și Alexandr Porfirievici Borodin) cunoscuți ca inovatorii muzicii ruse. Creațiile sale au înscris muzica de operă rusă pe linia operei cu caracter național. Musorgski s-a folosit în creațiile sale de piesele lui Nikolai Gogol („Căsătoria” și „Târgul din Sorocinsk”) și de tragedia lui Pușkin „Boris Godunov”, lucrare după care muzicianul a compus opera cu același nume.
Musorgski a fost primul dintre acești artiști care a produs o capodoperă. Era cel mai original și mai puțin înclinat spre compromisuri. În anul 1868 a început să lucreze la capodopera sa, „Boris Godunov”, însă aceasta nu avea o acțiune propriu-zisă, ci era mai degrabă o serie de procesiuni. Este terminată în 1869, după cincisprezece luni de muncă. Din păcate, partitura a fost respinsă de conducerea unor case de operă și a unor teatre din diverse motive, printre care și acela că nu avea un personaj principal feminin. Lucrarea va fi revizuită și terminată abia în 1874. 

"Tablouri dintr-o expoziție" (copertă)

„Hovanșcina”, următoarea încercare a lui Musorgski, este scrisă pe un libret propriu și tratează un subiect legat de reformele lui Petru cel Mare. Procedeele noi aduse de Musorgski în ceea ce privește spectacolele de operă sunt crearea poporului ca personaj principal colectiv, de aici rezultând prezența unor coruri numeroase care caracterizau starea de spirit a acestuia.
Alte compoziții: „Cântecele și dansurile morții” (1877), „Tablouri dintr-o expoziție” (1874), ciclurile „Fără soare” (1874), „Colțul copiilor” ș.a.

## Observații
În semn de omagiu adus memoriei prietenului său, Rimski–Korsakov a pregătit pentru tipar toate manuscrisele acestuia, printre care și „Boris Godunov”: „Deși probabil am să fiu înjurat pentru că fac acest lucru, am să-l revizuiesc pe «Boris Godunov». Sunt o mulțime de absurdități în armoniile lui și uneori și în melodii. Din păcate, nimeni nu va înțelege de ce procedez astfel”. Ulterior, ediția Rimski–Korsakov a fost imediat prezentată în toate teatrele de operă din lume și continuă să fie și astăzi. Partitura originală integrală a văzut lumina tiparului în 1928, însă a fost imposibil de prezentat pe scenă. 